# オープンエイト
株式会社オープンエイト（英文表記：OPEN8 Inc.）は、東京都千代田区に本社を置く、主にSaaS事業・API事業・MLaaS事業を展開し、AI（人工知能）を活用した動画編集やナレッジマネジメントのクラウドサービスを提供している企業。

同社の代表的なプロダクトとして、AIビジネス動画編集クラウド「Video BRAIN」、AIナレッジマネジメントクラウド「Open BRAIN」がある。これらのサービスは企業のDX（デジタルトランスフォーメーション）推進に活用されている。

## 概要
株式会社オープンエイトは、2015年4月10日に設立された日本のスタートアップ企業で、東京都千代田区に本社を置く。主なプロダクトとして、AIビジネス動画編集クラウド「Video BRAIN」やAIナレッジマネジメントクラウド「Open BRAIN」を提供する。

## 沿革
- 2015年

04月10日：株式会社オープンエイトを設立。代表取締役社長兼CEOには、髙松 雄康が就任
04月13日：スマートフォンに特化した女性系プレミアムアドネットワーク「VIDEO TAP（ビデオタップ）」提供開始
10月27日：総額約8億円の第三者割当増資の実施。TBSグループ、アイスタイル、エキサイトと資本業務提携
- 2016年

05月10日：渋谷区神宮前にオフィス移転
05月26日：おでかけ動画マガジン「ルトロン」リリース
- 2018年

09月03日：AI動画編集クラウド「VIDEO BRAIN（ビデオブレイン）」提供開始
09月03日：約15億円の第三者割当増資を実施　累計調達額約40億円に
- 2019年

04月15日：福岡にオフィスを開設
- 2020年

01月27日：新聞社向け動画ソリューション提供で、博報堂DYメディアパートナーズと業務提携
01月30日：渋谷インフォスタワーにオフィス移転
02月17日：OPEN8 API Platformをリリース
08月03日：SNS分析・投稿管理サービス「VIDEO BRAIN Analytics（ビデオブレイン アナリティクス）」をリリース
11月27日：動画作成サービスの共同開発で凸版印刷と業務提携
- 2021年

01月29日：約30億円の資金調達を実施。累計調達額は約70億円に
- 2022年

03月15日：SNSの配信分析ツール Insight BRAIN（インサイト・ブレイン）をリリース
04月12日：動画自動生成API「V-matic Powered by Video BRAIN」をリリース
05月25日：全国の小中学校へ動画編集クラウド「Video BRAIN」を無償提供
- 2024年

01月22日：シリーズDで資金調達。累計調達額は約80億円に
01月25日：AIビジネス情報流通クラウド「Open BRAIN」をリリース
02月01日：本社オフィスをWeWork日比谷パークフロントへ移転
02月06日：Stability AI日本法人と技術パートナー連携を合意
12月26日：新子会社「株式会社8 Technology」設立

## 受賞歴
- 2019年

Video BRAINが「2019年度 グッドデザイン賞」を受賞。
米Red Herring社が選ぶ「2019 Red Herring Top 100 Asia Winner」を受賞。
- 2020年

プログラミング言語「Ruby」を活用したITビジネスコンテスト「Ruby biz グランプリ 2020」にて特別賞を受賞。
- 2021年

Video BRAINが「大手企業がオススメするビシネス動画編集クラウドNo.1」を受賞。
- 2024年

Video BRAIN、デロイト トーマツ ミック経済研究所の市場調査資料「法人向け動画・配信ソリューション市場の現状と展望 2024年度版」における動画自動生成ツール領域において、5年連続シェアNo.1

## 経営メンバー[35]
CEO　髙松 雄康
1996年に博報堂に入社後、大手自動車メーカーのキャンペーンを担当。2005年からアイスタイルで取締役兼COO、CMOを務め、2012年に東京証券取引所1部上場に貢献。その後、2015年にオープンエイトを創業。
CFO　澤田 裕貴
2008年に大和証券SMBC入社。その後、投資銀行業務に従事し、M&Aや資金調達、IPO業務を担当。2019年にオープンエイトに入社し、経理・財務・法務・人事・総務を管掌。
社外取締役　菅原 敬
アンダーセンコンサルティング（現アクセンチュア）やアーサー・D・リトル（ジャパン）で働いたのち、アイスタイルに創業時より参画し、同社取締役 兼 CFOを務める。

## サービス[36]
Video BRAIN
Video BRAINは、動画制作・配信・分析を行うサービス。国内No.1の動画自動生成売上高シェア。
Open BRAIN
Open BRAINは、各種マニュアルや社内向けコンテンツなどを一元管理できるサービス。
Insight BRAIN
Insight BRAINは、ソーシャルメディアの配信分析とクリエイティブの運用をサポートするサービス。
8AI（エイトエーアイ）
オープンエイト独自のデータと生成AIを活用し、チャットでビジネス動画を制作できるサービス。

## 主要顧客事例
- リクルート[40][41]
- リコージャパン[42]
- 中国電力[43]
- イオン九州[44]
- 大和リース[45]
- DIC[46]
- ロート製薬[47]